# 얀디 디아즈
얀디 디아즈 페르난데스(Yandy diaz Fernandez, 1991년 8월 8일 ~ )는 쿠바의 야구 선수이자, 현재 미국 아메리칸 리그 탬파베이 레이스의 선수이다.